# Chloroclystis senex
Chloroclystis senex är en fjärilsart som beskrevs av Debauche 1938. Chloroclystis senex ingår i släktet Chloroclystis och familjen mätare. Inga underarter finns listade i Catalogue of Life.